# Remigia sobria
Remigia sobria là một loài bướm đêm trong họ Erebidae.